# چهارداغ‌لی (شمکور)
چهارداغ‌لی (به لاتین: Çardaqlı، به ارمنی: Խաչիսար یا Չարդախլու چرداخلو یا خاچیسار هم‌اکنون چنلی‌بل Çənlibel) یک منطقه مسکونی در جمهوری آذربایجان است که در شهرستان شمکور واقع شده‌است. این ناحیه پیش از جنگ قره‌باغ محل سکونت ارامنه بود.

## تاریخچه
در زمان امپراتوری روسیه این دهکده ارمنی‌نشین در استان یلزاوتوپل به مرکزیت شهر گنجه قرار داشت در سرشماری سال ۱۹۰۸ میلادی این روستا که خاچیسار یا خاچیزار نام داشت کاملاً ارمنی‌نشین بود و ۱۸۶۲ نفر جمعیت داشت.

### در طول جنگ جهانی دوم
این روستا زادگاه تعداد زیادی از قهرمانان جنگ کبیر میهنی بود. ۱۲۵۰ نفر به جبهه‌ها فرستاده شدند. به نیمی از افراد مدال‌های افتخاری اهدا شد. ۱۲ ژنرال ارتشی و ۷ قهرمان اتحاد شوروی. همچنین هامازاسپ باباجانیان عنوان مارشال اتحاد شوروی را دریافت کرد. یک مارشال اتحاد جماهیر شوروی به‌نام ایوان باقرامیان نیز که والدین او اهل این ناحیه بودند در گنجه (یلزاوتوپل) زاده شد.

## تبعید از جمعیت ارمنستان
در ماه‌های سپتامبر تا اکتبر ۱۹۸۷ میلادی، دبیر اول کمیته ناحیه شهرستان شمکور از حزب کمونیست آذربایجان م. اسدف در رابطه با اعتراضات خود مبنی بر برکناری مدیر ارمنی سوخوز محل، با مردم این روستا دچار درگیری شد و فردی آذربایجانی را جایگزین او کرد. روستاییان پس از اعتراض به جایگزینی مدیر ارمنی توسط یک آذری، توسط پلیس مورد ضرب و شتم قرار گرفتند. این نخستین رویداد خشونت‌بار جنگ قره‌باغ به‌شمار می‌آید. پس از این رخداد اعتراض‌هایی در ایروان آغاز شد. در اواخر نوامبر ۱۹۸۸، تمامی ارامنه ساکن چارداخلو از روستای مادری خود اخراج شدند.

## افراد شناخته‌شده
- هامازاسپ باباجانیان
- ایوان باقرامیان